# Evolvulus bracei
Evolvulus bracei är en vindeväxtart som beskrevs av Homer Doliver House. Evolvulus bracei ingår i släktet Evolvulus och familjen vindeväxter. Inga underarter finns listade i Catalogue of Life.